# Кибвеса
Кибвеса (суахили и англ. Kibwesa) — небольшой город на западе Танзании, на территории области Кигома.

## Географическое положение
Город находится в юго-западной части области, на берегу озера Танганьика, на высоте 795 метров над уровнем моря.
Кибвеса расположена на расстоянии приблизительно 177 километров к юго-юго-востоку (SSE) от города Кигома, административного центра провинции и на расстоянии приблизительно 1020 километров к западу от столицы страны Дар-эс-Салама.

## Транспорт
Ближайший аэропорт расположен в конголезском городе Моба.